# Jorge Marco de Oliveira Moraes
Jorge Marco de Oliveira Moraes (Río de Janeiro, Brasil, 28 de marzo de 1996), conocido solo como Jorge, es un futbolista brasileño. Juega de defensa y su equipo es el CRB del Campeonato Brasileño de Serie B.

## Trayectoria

### Flamengo
Nacido en Río de Janeiro, Jorge entró a las inferiores del Flamengo en 2008 a los 11 años de edad. Debutó con el Fla el 16 de marzo de 2014 contra el Bangu en un empate 2-2 del Campeonato Carioca.
Renovó su contrato con el club el 26 de septiembre de 2014 y fue ascendido al primer equipo para la siguiente temporada por el entrenador Vanderlei Luxemburgo.
Jorge debutó en la Serie A el 1 de julio de 2015, como titular en la victoria por 1-0 de visita ante el Joinville. Luchó por la titularidad con Pablo Armero en su primer año en el primer equipo, sin embargo, logró jugar 22 encuentros del Brasileirão y renovó su contrato por dos años con Flamengo el 6 de septiembre.
Anotó su primer gol en la primera división brasileña el 29 de mayo de 2016, el tanto de la victoria por 2-1 ante el Ponte Preta en el Estadio Moisés Lucarelli.
Se reportó en septiembre de 2016 que el Manchester City seguía los pasos del brasileño para ficharlo. Este interés llegó luego de que Jorge fuese elegido el mejor lateral izquierdo en la Copa Mundial de Fútbol Sub-20 de 2015.

### A. S. Mónaco
El 26 de enero de 2017, el A. S. Mónaco fichó a Jorge por 8,5 millones de euros por tres años. En su momento fue la transferencia más alta en la historia de Flamengo. No logró ser un jugador titular en sus primeros seis meses en el club de Mónaco, sin embargo, logró formar parte del once inicial en la temporada 2017-18, luego de la salida de Benjamin Mendy.

#### Préstamo al Porto
El 31 de agosto de 2017 Jorge fue enviado a préstamo al Porto por toda la temporada.

#### Préstamo al Santos
El 27 de marzo de 2019 regresó a Brasil, esta vez a préstamo al Santos de Jorge Sampaoli hasta finales de año. Debutó en Santos el 4 de abril en la derrota por 1-0 ante Goianiense en la Copa de Brasil. Jugó 29 encuentros en el Brasileirão y seis en la Copa en su paso por Santos.

## Estadísticas

### Clubes
Actualizado al último partido de la temporada 2024.
| C. R. Flamengo · Brasil | 1.ª           | 2014          | 0   | 0 | 1  | 0 | ―  | ― | ―  | ― | 1   | 0 |
| C. R. Flamengo · Brasil | 1.ª           | 2015          | 22  | 0 | 1  | 0 | 3  | 1 | ―  | ― | 26  | 1 |
| C. R. Flamengo · Brasil | 1.ª           | 2016          | 32  | 2 | 17 | 1 | 4  | 0 | 2  | 1 | 55  | 4 |
| C. R. Flamengo · Brasil | Total club    | Total club    | 54  | 2 | 19 | 1 | 7  | 1 | 2  | 1 | 82  | 5 |
| A. S. Monaco F. C. Francia | 1.ª           | 2016-17       | 2   | 1 | ―  | ― | 3  | 0 | 0  | 0 | 5   | 1 |
| A. S. Monaco F. C. Francia | 1.ª           | 2017-18       | 22  | 1 | ―  | ― | 1  | 0 | 4  | 0 | 27  | 1 |
| F. C. Porto Portugal | 1.ª           | 2018-19       | 0   | 0 | ―  | ― | 2  | 0 | 1  | 0 | 3   | 0 |
| F. C. Porto Portugal | Total club    | Total club    | 0   | 0 | 0  | 0 | 2  | 0 | 1  | 0 | 3   | 0 |
| F. C. Porto "B" Portugal | 2.ª           | 2018-19       | 2   | 0 | ―  | ― | ―  | ― | ―  | ― | 2   | 0 |
| F. C. Porto "B" Portugal | Total club    | Total club    | 2   | 0 | 0  | 0 | 0  | 0 | 0  | 0 | 2   | 0 |
| Santos F. C. · Brasil | 1.ª           | 2019          | 29  | 1 | ―  | ― | 6  | 1 | ―  | ― | 35  | 2 |
| A. S. Mónaco F. C. Francia | 1.ª           | 2019-20       | ―   | ― | ―  | ― | 2  | 0 | ―  | ― | 2   | 0 |
| A. S. Mónaco F. C. Francia | Total club    | Total club    | 24  | 2 | 0  | 0 | 6  | 0 | 4  | 0 | 34  | 2 |
| F. C. Basilea Suiza | 1.ª           | 2020-21       | 5   | 0 | ―  | ― | ―  | ― | ―  | ― | 5   | 0 |
| F. C. Basilea Suiza | Total club    | Total club    | 5   | 0 | 0  | 0 | 0  | 0 | 0  | 0 | 5   | 0 |
| S. E. Palmeiras · Brasil | 1.ª           | 2021          | 7   | 0 | ―  | ― | ―  | ― | 0  | 0 | 7   | 0 |
| S. E. Palmeiras · Brasil | 1.ª           | 2022          | 9   | 0 | 8  | 0 | 2  | 0 | 5  | 0 | 24  | 0 |
| S. E. Palmeiras · Brasil | Total club    | Total club    | 16  | 0 | 8  | 0 | 2  | 0 | 5  | 0 | 31  | 0 |
| Fluminense F. C. · Brasil | 1.ª           | 2023          | 0   | 0 | 4  | 0 | 0  | 0 | 0  | 0 | 4   | 0 |
| Fluminense F. C. · Brasil | Total club    | Total club    | 0   | 0 | 4  | 0 | 0  | 0 | 0  | 0 | 4   | 0 |
| Santos F. C. · Brasil | 2.ª           | 2024          | ―   | ― | 0  | 0 | ―  | ― | ―  | ― | 0   | 0 |
| Santos F. C. · Brasil | Total club    | Total club    | 29  | 1 | 0  | 0 | 6  | 1 | 0  | 0 | 35  | 2 |
| CRB · Brasil | 2.ª           | 2024          | 9   | 0 | ―  | ― | 1  | 0 | ―  | ― | 10  | 0 |
| CRB · Brasil | Total club    | Total club    | 9   | 0 | 0  | 0 | 1  | 0 | 0  | 0 | 10  | 0 |
| Total carrera | Total carrera | Total carrera | 139 | 5 | 31 | 1 | 24 | 2 | 12 | 1 | 206 | 9 |
| (1)Incluidos los datos de la Copa de Brasil (2015, 2016), la Copa de Portugal (2018-19) y la Copa de la Liga de Portugal (2018-19) (2)Incluidos los datos de la Copa Sudamericana (2016) |               |               |     |   |    |   |    |   |    |   |     |   |

### Resumen estadístico
|                            | Partidos | Goles |
| -------------------------- | -------- | ----- |
| Liga                       | 109      | 5     |
| Estatal                    | 19       | 1     |
| Copas nacionales           | 19       | 2     |
| Copas internacionales      | 7        | 1     |
| Selección de Brasil sub-20 | 10       | 1     |
| Selección de Brasil sub-23 | 3        | 0     |
| Selección de Brasil        | 1        | 0     |
| Total                      | 168      | 10    |

## Palmarés

### Títulos estatales
| Título              | Equipo          | Estado         | Año  |
| ------------------- | --------------- | -------------- | ---- |
| Taça Guanabara      | C. R. Flamengo  | Río de Janeiro | 2014 |
| Campeonato Carioca  | C. R. Flamengo  | Río de Janeiro | 2014 |
| Campeonato Paulista | S. E. Palmeiras | São Paulo      | 2022 |

### Campeonatos nacionales
| Título  | Club               | País    | Año     |
| ------- | ------------------ | ------- | ------- |
| Ligue 1 | A. S. Mónaco F. C. | Francia | 2016-17 |
| Serie A | S. E. Palmeiras    | Brasil  | 2022    |

### Títulos internacionales
| Título              | Club             | Sede           | Año  |
| ------------------- | ---------------- | -------------- | ---- |
| Copa Libertadores   | S. E. Palmeiras  | Montevideo     | 2021 |
| Recopa Sudamericana | S. E. Palmeiras  | São Paulo      | 2022 |
| Copa Libertadores   | Fluminense F. C. | Rio de Janeiro | 2023 |

### Distinciones individuales
| Distinción                                                   | Año  |
| ------------------------------------------------------------ | ---- |
| Parte de la Seleção do Brasileirão (mejor lateral izquierdo) | 2016 |
| Troféu Mesa Redonda (mejor lateral izquierdo)                | 2016 |
| Bola de Prata                                                | 2019 |